# Błeszczyński
Błeszczyński – polski herb szlachecki znany z jedynego wizerunku pieczętnego, odmiana herbu Suchekomnaty.

## Opis herbu
Opis z wykorzystaniem zasad blazonowania, zaproponowanych przez Alfreda Znamierowskiego:
W polu czerwonym trąba czarna z okuciami i nawiązaniem złotymi.
Klejnot: pięć piór strusich.

## Najwcześniejsze wzmianki
Pieczęć Ch. K. Błeszczyńskiego, chorążego sieradzkiego z 1755 roku.

## Herbowni
Herb ten, jako herb własny, przysługiwał jednej tylko rodzinie herbownych:
Błeszczyński. Rodzina o tym nazwisku używała też herbu Suchekomnaty bez odmian.